# Jean-Pierre Simon
Jean-Pierre Simon ou John Peter Simon (Londres, 1764 - Paris, 15 novembre 1813) est un graveur franco-britannique.

## Biographie
Jean-Pierre Simon naît à Londres le 1er août 1764.
Il entre à la Royal Academy le 31 décembre 1778. Il est l'élève de Picot[Qui ?] et devient le professeur de Jean Godefroy (d).
Jean-Pierre Simon travaille pour John Boydell, notamment dans le projet de la Boydell Shakespeare Gallery, pour lequel il produit de nombreuses estampes pour les deux volumes du recueil in-folio ainsi que dans le volume IX de l'édition illustrée.
Simon s'installe à Paris en 1802.
Jean-Pierre Simon meurt à Paris le 15 novembre 1813. À sa mort, la France saisit sa propriété, Simon étant considéré comme un ennemi pour être britannique : de nombreuses archives seront ainsi conservées.

## Œuvre
Jean-Pierre Simon est principalement graveur en pointillé,. Il a gravé pour Jean-Frédéric d'Ostervald et a lui aussi fait des dessins qui ont été gravés au poinçon par Louis-Charles Ruotte entre 1802 et 1808.

Estampes pour la Boydell Shakespeare Gallery
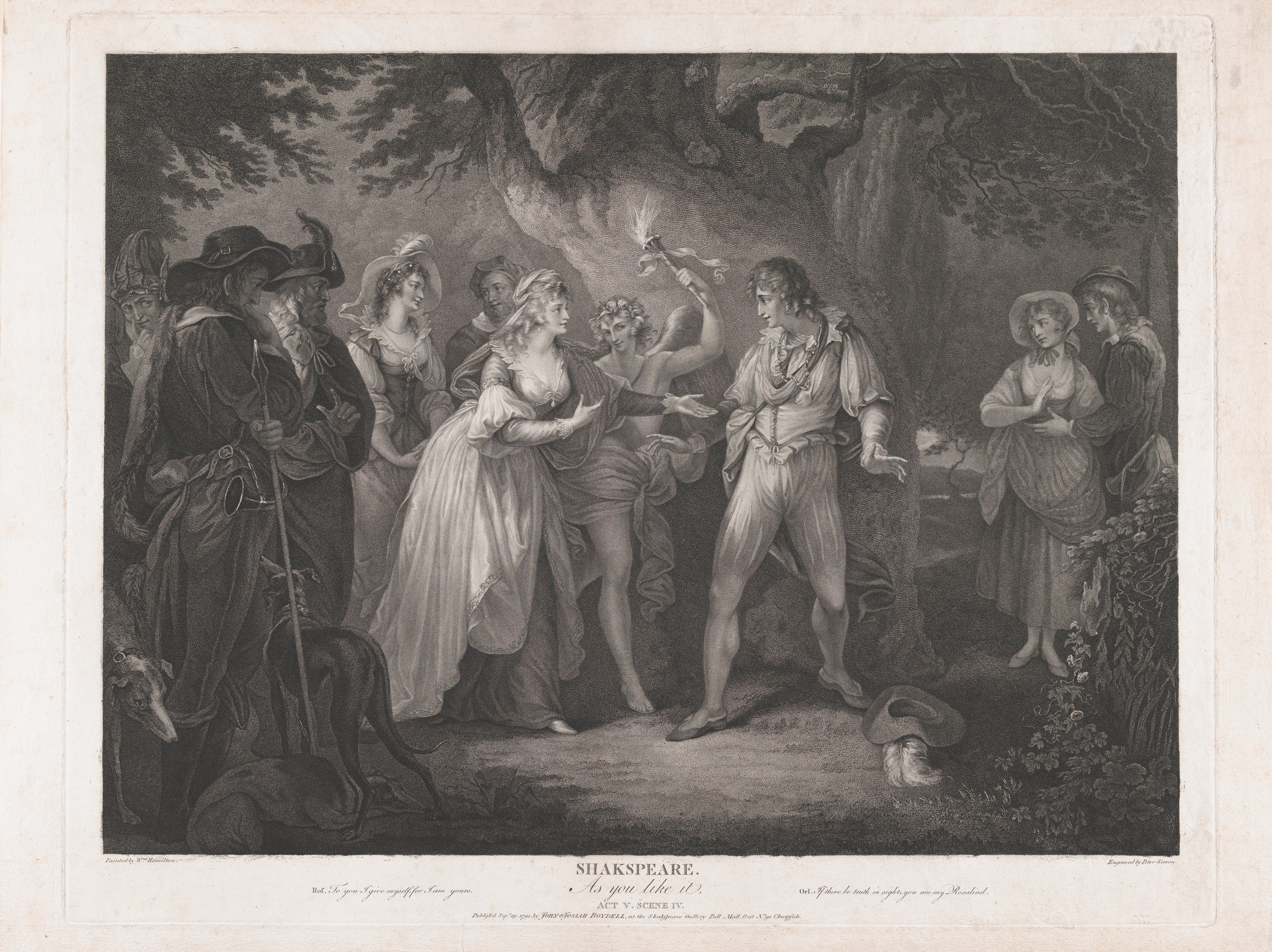
As You Like It, Acte 5, Scène 4, d'après William Hamilton (1792, Metropolitan Museum of Art).
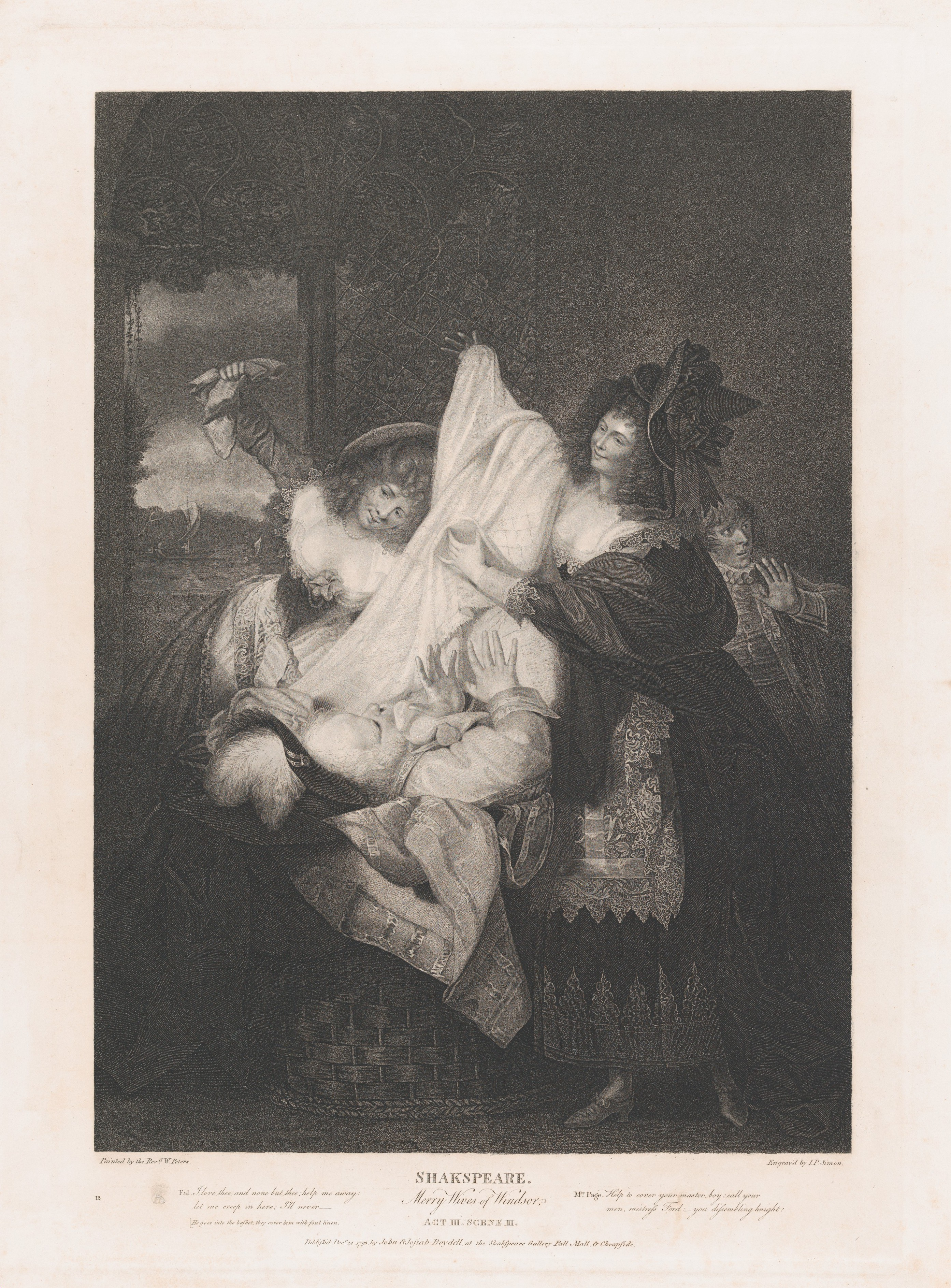
Falstaff in the Buck Basket, tirée de la pièce Merry Wives of Windsor, Acte 3, Scène 3, d'après Matthew William Peters (1793, Metropolitan Museum of Art).
Winter's Tale, Acte II. Scène III, d'après John Opie (1793, Library of Congress).
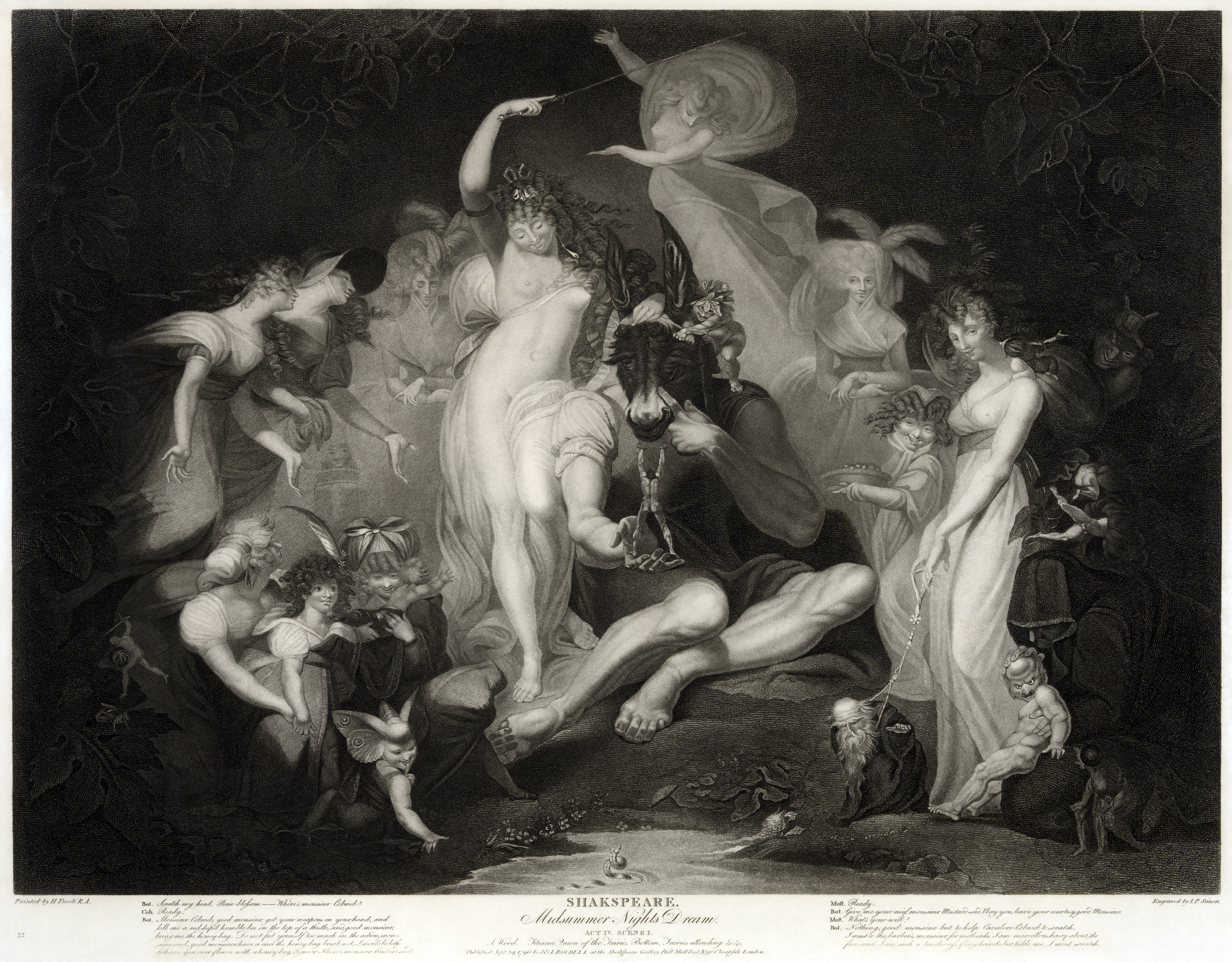
Midsummer Night's Dream, Acte IV, Scène I, d'après Henry Fuseli (1796, Library of Congress).
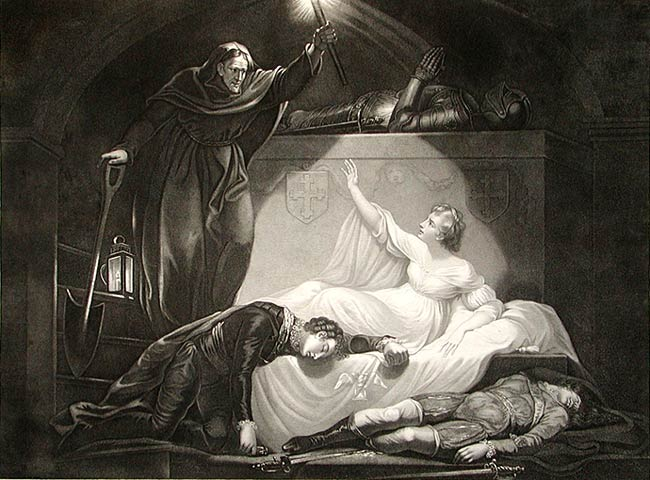
Romeo and Juliet, dernière scène, d'après James Northcote.